# Trias vagabundica
De trias vagabundica was een verbod op op landloperij, bedelarij en souteneurschap zoals verwoord in het Wetboek van Strafrecht. Op 28 oktober 1999 werd dit verbod verwijderd.
In 2007 heeft kamerlid Agema, zonder succes, getracht dit verbod weer in te voeren ter bestrijding van loverboys.